# Fernanda Lima
Pour les articles homonymes, voir Lima (homonymie).
Fernanda Lima, née le 25 juin 1977 à Porto Alegre, est une actrice, mannequin et présentatrice de télévision brésilienne.

## Biographie
Fernanda Lima commence sa carrière de mannequin à l'âge de quatorze ans. Elle effectue des études à la Faculdades Integradas Alcântara Machado (FIAM) de São Paulo et présente des émissions pour les chaînes MTV Brasil et RedeTV!.
Depuis 2009, Lima présente l'émission Amor & Sexo diffusée par Rede Globo. Le mannequin est sous contrat avec la FIFA depuis 2010. Elle présente des événements officiels comme le tirage au sort de la Coupe du monde de football de 2014 et la remise du FIFA Ballon d'or 2013.

## Télévision
- 2000 - Interligado (RedeTV!)
- 2002 - Desejos de Mulher - Ankita (figurante)
- 2003 - Mochilão MTV e Verão MTV
- 2005/08 - Vídeo Game
- 2005/08 - Vídeo Game
- 2005/06 - Bang Bang - Diana Bullock
- 2006/07 - Pé na Jaca - Maria Bo
- 2007 - Fantástico
- 2007 - Por Toda Minha Vida
- 2010/ présent - Amor & Sexo
- 2013 - Tirage de la Coupe du monde de football de 2014
- 2014 - Cérémonie du FIFA Ballon d'or 2013

## Cinéma
- 2003 - Stuck on You - elle-même
- 2004 - Didi Quer Ser Criança - Sandrinha (adulte)
- 2004 - A Dona da História - Maria Helena
- 2004 - Cinegibi, O Filme
- 2009 - Flordelis - Basta uma Palavra para Mudar